# 小行星8988
小行星8988（英語：8988）是一颗围绕太阳公转的小行星。1979年6月25日，埃莉諾·赫琳、舒爾特·巴斯在赛丁泉天文台发现了此天体。
这颗小行星的绝对星等为145.67756等。